# Craig Moore
Craig Moore (Sydney, Új-Dél-Wales Ausztrália, 1975. december 12.–) ausztrál labdarúgó, edző. 2013-tól a Coomera Colts SC edzője.